# Kurt Pierson
Kurt Pierson (* 31. Dezember 1898 in Berlin; † 29. September 1989 in Goslar) war ein deutscher Maschinenbauingenieur und Sachbuchautor.

## Lebenslauf
Pierson entwickelte bereits um 1910 – also noch als Schüler – Interesse für die preußische Lokomotiventwicklung. Nachdem er 1916 sein Abitur abgelegt hatte, wurde er als Soldat zum Kriegsdienst im Ersten Weltkrieg eingezogen und geriet in Kriegsgefangenschaft. Nach Kriegsende trat er zur Ausbildung bei Borsig ein und studierte an der Technischen Hochschule Charlottenburg sowie der Beuth-Schule Berlin. Der Berufseinstieg als Ingenieur gelang Pierson bei der AEG. Dort arbeitete er zunächst im Turbinenbau, ehe er eine Tätigkeit in der Lokomotivfabrik Hennigsdorf aufnahm. Bald darauf erfolgte ein Wechsel zu den Borsig-Werken in Berlin-Tegel.
Mit Beginn des Zweiten Weltkriegs wurde Pierson ein weiteres Mal zum Kriegsdienst eingezogen. Diesen leistete er bei den Reichswerken Hermann Göring in Salzgitter ab. Der Betrieb verfügte über eine Werksbahn, wo Pierson in der Instandhaltung des Rollmaterials eingesetzt wurde. Als der Zweite Weltkrieg beendet war, begann Kurt Pierson eine Tätigkeit als Versuchsingenieur bei der Lokomotivfabrik Drewitz vorm. Orenstein & Koppel. Er war unter anderem an der Entwicklung der Kohlenstaubfeuerung in Dampflokomotiven beteiligt.
Nach seiner Pensionierung veröffentlichte Pierson über 20 Jahre lang Sachbücher und Zeitschriftenbeiträge mit Bezug zur Eisenbahn und zur Lokomotivindustrie. In Berlin hielt Pierson regelmäßig Vorträge in der Urania. Im Jahr 1989 starb Pierson im Alter von 90 Jahren. Seine umfangreiche Sammlung zur Eisenbahngeschichte hinterließ er dem Deutschen Technikmuseum in Berlin.

## Schriften (Auswahl)
- Kohlenstaub-Lokomotiven. Franckh’sche Verlagshandlung W. Keller & Co., Stuttgart 1967.
- Dampfzüge auf Berlins Stadt- und Ringbahn. Franckh’sche Verlagshandlung W. Keller & Co., Stuttgart 1969.
- Lokomotiven aus Berlin. Motorbuch Verlag, Stuttgart 1977, ISBN 3-87943-458-1.
- Die Königlich Preußische Militär-Eisenbahn. Motorbuch Verlag, Stuttgart 1979, ISBN 3-87943-658-4.
- Die Preußischen Dampflokomotiven 1850–1922. Motorbuch Verlag, Stuttgart 1981, ISBN 3-87943-813-7.